# Славчо Петров
Славчо Петров е български майстор-сладкар в кухнята на царското семейство в периода 1940 – 1946 г.

## Биография
Роден на 8 март 1918 г. в царибродското село Славиня в Царство България. Част от землището на селото е отстъпено на Княжество Сърбия още през 1878 г.  Славиня и други съседни села от Царибродска околия попадат изцяло в границите на Кралството на сърби, хървати и словенци през 1920 г.
Тежкото материално положение в семейството принуждават Петров още като дете да замине за Пирот в търсене на работа. Става помощник на местен сладкар на име Лазар Чирич. На 13-годишна възраст загубва родителите и сестра си и от Пирот се преселва в Белград. Там Петров започва работа в по-големи сладкарници. Заради сантиментални чувства, породени от произхода му, решава да напусне Кралство Югославия и избягва през границата, за да се установи в Царство България през 1937 г.
Първата му работа в София е в сладкарница „Охрид“ намираща се на бул. „Дондуков“. Съдържателят ѝ Климент Пасков, македонски бежанец, остава доволен от Петров и го насърчава да участва в изложби за сладкарски произведения. На такова събитие към него интерес проявява фирмата „Савоя“, придворен доставчик на сладкарски изделия. От собственика ѝ Петров научава, че мястото на майстор-сладкар в царската кухня е овакантено. Явява се на конкурс за поста и го печели с изработка на сладкарски шедьовър във формата на корона. Печен крем с мляко е сред известните рецепти на майстор-сладкар Петров.
Неговата служба в двореца го среща със земляка му Нацко Сотиров от съседното царибродско с. Каменица, който тогава е главен готвач на цар Борис III, а по-късно автор на кулинарни книги. Петров се изявява и като художник, и запечатва върху картина образа на покойния монарх от дните на неговото поклонение през 1943 г.